# Liberty (듀란 듀란의 음반)
| 전문가 평가                       | 전문가 평가 |
| 평가 점수                         | 평가 점수   |
| 출처                              | 점수        |
| --------------------------------- | ----------- |
| AllMusic                          | [ 1 ]       |
| The Encyclopedia of Popular Music | [ 2 ]       |
| Entertainment Weekly              | C−          |
| Rolling Stone                     | [ 4 ]       |
| The Rolling Stone Album Guide     | [ 5 ]       |
| Select                            | [ 6 ]       |

《Liberty》는 1990년 8월 20일, 팔로폰에서 발매한 영국의 팝 록 밴드 듀란 듀란의 여섯 번째 스튜디오 음반이다. 이 음반은 영국 음반 차트에서 8위를 차지했으며 싱글 〈Violence of Summer (Love's Taking Over)〉와 〈Serious〉를 탄생시켰다. 이 음반은 비평가들로부터 작곡 부족과 음악적 방향성 부족을 이유로 부정적인 평가를 받았다.

## 배경
듀란 듀란은 1980년대 가장 성공적인 밴드 중 하나로 떠올랐으며, 미국 차트의 이른바 제2차 브리티시 인베이전을 주도하고 MTV를 통해 싱글을 홍보하기 위해 점점 더 눈에 띄는 뮤직 비디오를 제작했다. 그러나 1980년대 말이 되자 밴드는 1985년 라이브 에이드 공연 직후 탈퇴한 로저 테일러와 앤디 테일러를 모두 잃었다. 이후 《Notorious》와 《Big Thing》을 포함하여 발매된 스튜디오 음반은 이전 음반보다 훨씬 적은 수량으로 판매되어 비평가나 상업적으로도 호평을 받지 못했다. 1989년 컴필레이션 음반 《Decade》는 전 세계 톱 10에 진입하는 데 성공했지만, 1990년대에 밴드가 어떤 음악적 방향을 모색할지 결정할 수 있는 일시적인 일시적인 중단점이자 기회로 여겨졌다.

## 곡 목록
모든 곡들은 듀란 듀란에 의해 작사/작곡하였다.
| #   | 제목                                        | 재생 시간 |
| --- | ------------------------------------------- | --------- |
| 1.  | 〈Violence of Summer (Love's Taking Over)〉 | 4:22      |
| 2.  | 〈Liberty〉                                 | 5:01      |
| 3.  | 〈Hothead〉                                 | 3:31      |
| 4.  | 〈Serious〉                                 | 4:21      |
| 5.  | 〈All Along the Water〉                     | 3:50      |
| 6.  | 〈My Antarctica〉                           | 5:01      |
| 7.  | 〈First Impression〉                        | 5:28      |
| 8.  | 〈Read My Lips〉                            | 4:30      |
| 9.  | 〈Can You Deal with It〉                    | 3:47      |
| 10. | 〈Venice Drowning〉                         | 5:13      |
| 11. | 〈Downtown〉                                | 5:23      |

## 인증
| 국가                       | 인증 | 판매량/출하량 |
| -------------------------- | ---- | ------------- |
| 영국 (BPI)                 | 실버 | 60,000^       |
| ^출하량을 기반으로 한 인증 |      |               |